# Chiltern (district)
Pour les articles homonymes, voir Chiltern.
Chiltern est un ancien district du Buckinghamshire situé dans la banlieue de Londres, en Angleterre. Son nom vient des Chilterns, collines situées en partie sur son territoire. Il est créé le 1er avril 1974 et disparaît le 1er avril 2020, lorsqu'une réforme de l'administration locale du Buckinghamshire dissout les anciens districts du comté.

## Liste des localités
Les villes et paroisses civiles qui constituaient le district sont :
- Amersham
- Ashley Green
- Chalfont St Peter
- Chartridge
- Chenies
- Chesham
- Chesham Bois
- Cholesbury-cum-St Leonards
- Coleshill
- Great Missenden
- Latimer
- Little Missenden
- Penn
- Seer Green
- The Lee